# Andriivka, Iarmolînți
Andriivka (în ucraineană Андріївка) este un sat în comuna Tarasivka din raionul Iarmolînți, regiunea Hmelnîțkîi, Ucraina.

## Demografie
Componența lingvistică a localității Andriivka
     Ucraineană (100%)
Conform recensământului din 2001, toată populația localității Andriivka era vorbitoare de ucraineană (100%).